# 米格尔·埃尔南德斯
米格尔·埃尔南德斯（西班牙語：Miguel Hernández，1970年2月19日—），又称米格尔（Miguel），西班牙男子足球运动员，司职后卫。他曾代表西班牙国奥队参加1992年夏季奥林匹克运动会足球比赛，获得一枚金牌。